# Aguãs Belas
Aguãs Belas é uma aldeia de São Tomé e Príncipe, localiza-se no distrito de Mé-Zóchi, ilha de São Tomé, próxima às localidades de Zampalma Velha e de Bombaim. 